# Problema di Plateau

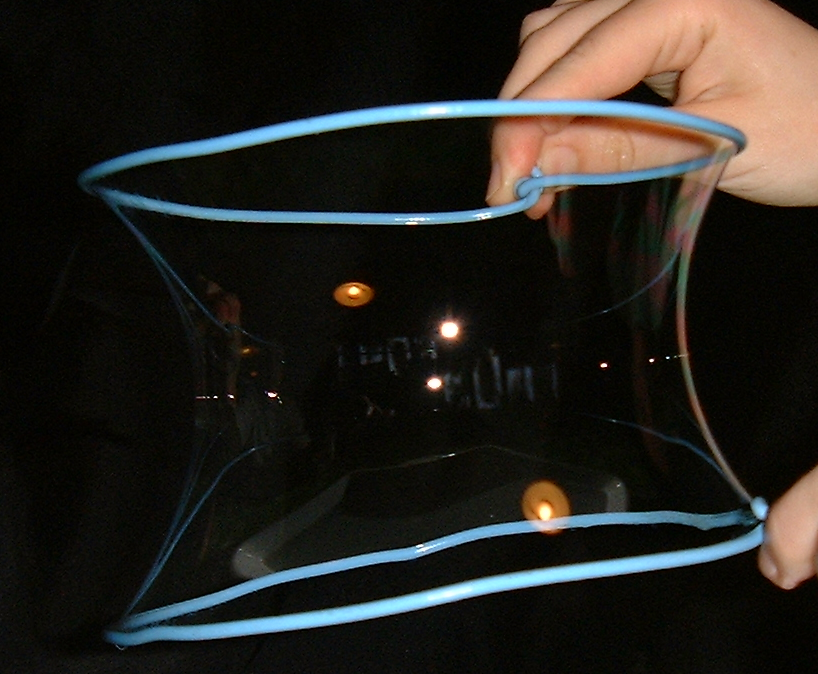
Le lamine di acqua saponata, studiate da Joseph Plateau, sono una soluzione naturale del problema di Plateau.

In matematica, il problema di Plateau consiste nel dimostrare l'esistenza di una superficie minima corrispondente ad un determinato bordo. Il problema fu proposto da Lagrange nel 1760, tuttavia prende il nome di Joseph Plateau, che fece esperimenti su di esso tramite bolle di sapone.  
Questo problema è importante nel calcolo delle variazioni, e ha dato origine alla teoria geometrica della misura, formulata da Herbert Federer nel 1960. 
Sono stati risolti diversi casi particolari del problema, ma solo nel 1930 Jesse Douglas e Tibor Radó, indipendentemente uno dall'altro, hanno trovato soluzioni generali. Il metodo usato è stato peraltro molto diverso; la soluzione di Radó era basata su precedenti lavori di René Garnier ed è valida solamente per curve chiuse semplici e rettificabili, mentre Douglas si è avvalso di idee completamente nuove, e il suo risultato è valido per ogni curva chiusa semplice. Entrambi dovettero risolvere problemi di minimizzazione; Douglas minimizzò il cosiddetto "integrale di Douglas", mentre Radó minimizzò l'energia. 
Nel 1936 Douglas ottenne la medaglia Fields per questo risultato.     
L'estensione del problema a dimensioni più alte (cioè a superfici k-dimensionali e spazi n-dimensionali) si è rivelata molto più difficile. Si è scoperto che, mentre le soluzioni del problema originale sono sempre regolari, quelle del problema esteso possono avere delle singolarità nel caso in cui k ≤ n − 2. In una ipersuperficie con k = n − 1, le singolarità compaiono solo con  n ≥ 8.
Per la codimensione 1 Ennio De Giorgi ha elaborato una soluzione generale partendo dalla teoria degli insiemi con perimetro (localmente) finito, formulata da Renato Caccioppoli nel 1929. Per codimensioni più alte Federer e Fleming hanno sviluppato la "teoria delle correnti rettificabili".